# San Isidro, Maravatío
San Isidro är en ort i Mexiko.   Den ligger i kommunen Maravatío och delstaten Michoacán de Ocampo, i den södra delen av landet, 160 km väster om huvudstaden Mexico City. San Isidro ligger 2 033 meter över havet och antalet invånare är 416.
Terrängen runt San Isidro är kuperad åt sydväst, men åt nordost är den platt. Runt San Isidro är det ganska tätbefolkat, med 104 invånare per kvadratkilometer. Närmaste större samhälle är Maravatío, 12,7 km sydost om San Isidro. Trakten runt San Isidro består till största delen av jordbruksmark.